# کیم هاک سون (بازیگر)
کیم هاک سون (کره‌ای: 김학선؛ زادهٔ ۲۴ دسامبر ۱۹۷۰) بازیگر اهل کره جنوبی است. وی از سال ۲۰۰۰ میلادی تاکنون مشغول فعالیت بوده‌است. او در مجموعه‌های تلویزیونی از جمله مبارزه برای راهم، دوران جوانی، پسر روان‌سنج و عشق من هولو ایفای نقش کرده‌است.